# Betty Bryant
Betty Bryant (* 1929 in Kansas City, Missouri) ist eine US-amerikanische Jazzmusikerin (Gesang, Piano, Komposition).

## Leben und Wirken
Bryant begann in ihrer Heimatstadt Kansas City aufzutreten, wo sie von Jay McShann betreut wurde. 1955 zog sie an die Westküste der USA, wo sie ein Engagement im Ye Little Club in Beverly Hills bekam. Damit begann eine Phase von Auftritten in Los Angeles, meist als Solistin. Bryant wurde bald zu einer Attraktion in den vielen kleinen Nachtlokalen, die zu dieser Zeit in den Strandorten von Santa Monica bis Laguna Beach zu finden waren. Sie trat international im Nahen Osten und in Brasilien auf und war viele Jahre lang  in der Tableaux Lounge in Tokyo engagiert; 2009 hatte sie ein langfristiges Engagement im Restaurant Street der Starköchin Susan Feniger in Hollywood und gastierte 2012 beim Boquete Jazz and Blues Festival in Boquete, Panama. Die „Betty Bryant Birthday Bash“ war eine jährliche Veranstaltung in Hollywood und wurde im Catalina’s Jazz Club veranstaltet.
Bryant hat außerdem eine Reihe von Alben veröffentlicht, darunter We're Swinging!  (1981), Come Laugh With Me (1996), What's the Point (2005) und No Regrets aus dem Jahr 2009, das landesweit auf über 100 Jazzsendern ausgestrahlt wurde. 1987 wurde in Kansas City der „Betty Bryant Day“ ausgerufen und ihr wurden die Schlüssel zur Stadt verliehen. Im Bereich des Jazz war sie laut Tom Lord zwischen 1996 und 2018 an zehn Aufnahmesessions beteiligt. Mit 94 Jahren legte sie Anfang 2024 das Album Lotta Livin’ vor.